# Ottó Herman
Pour les articles homonymes, voir Herman.
Dans le nom hongrois Herman Ottó, le nom de famille précède le prénom, mais cet article utilise l’ordre habituel en français Ottó Herman, où le prénom précède le nom.
Ottó Herman, né le 26 juin 1835 à Breznóbánya en Haute-Hongrie (aujourd'hui Brezno, Slovaquie) et mort le 27 décembre 1914 à Budapest, est un scientifique, archéologue et homme politique hongrois.

## Biographie
Son père, médecin et ancien camarade de classe de l’ornithologue Salamon János Petényi (1799-1855), encourage son fils à s’intéresser à l’histoire naturelle. Le jeune Otto constitue une collection d’oiseaux, préparant les peaux lui-même. Il commence ces études à Diósgyőr puis se rend à Vienne où il devient dessinateur industriel puis soldat. 
En 1864, il devient conservateur du Muséum d'histoire naturelle de Kolozsvár (aujourd'hui Cluj, Roumanie). À partir de 1869, il est également le rédacteur d'un journal d'opposition. En 1870, on l'invite à Vienne à un poste au Muséum de la ville mais la Société hongroise de Sciences naturelles lui offre une bourse de cinq ans pour le retenir dans le pays. Il entre au Musée National hongrois en 1875. En 1879, il est élu au parlement comme représentant de Szeged, puis, en 1893, de Miskolc, sous l'étiquette du Parti de l'indépendance. Il reste fidèle jusqu'à sa mort à Lajos Kossuth, exilé à Turin, à qui il rend plusieurs fois visite.
En 1903, il entreprend des fouilles archéologiques dans les grottes de Bükk. Il meurt en 1914 de complications après avoir été renversé par une charrette.

## Œuvres
Il est l'auteur de très nombreux ouvrages, notamment consacrés à l'ornithologie. Il publie en outre des recueils de poésies (de János Arany, Mihály Tompa et Sándor Petőfi), où il montre l'amour des Hongrois pour les oiseaux.
Il milite activement pour la préservation des oiseaux. C'est l'un des grands spécialistes de la migration des oiseaux. Il crée en 1893 et dirige jusqu'à sa mort l'Institut hongrois d'ornithologie qui agit activement pour la protection de l'environnement. Dès 1885, Herman, assisté par Kálmán Chernel (1822-1891) et son fils István Chernel (1865-1922), entreprend de sensibiliser le public à la conservation des oiseaux insectivores, notamment des espèces migratrices.
C'est à leur initiative qu'est organisé le 2e Congrès ornithologique international en 1891 dont l'un des thèmes majeurs est la conservation des espèces.
On lui doit également un certain nombre d'autres travaux, notamment sur les araignées de Hongrie.

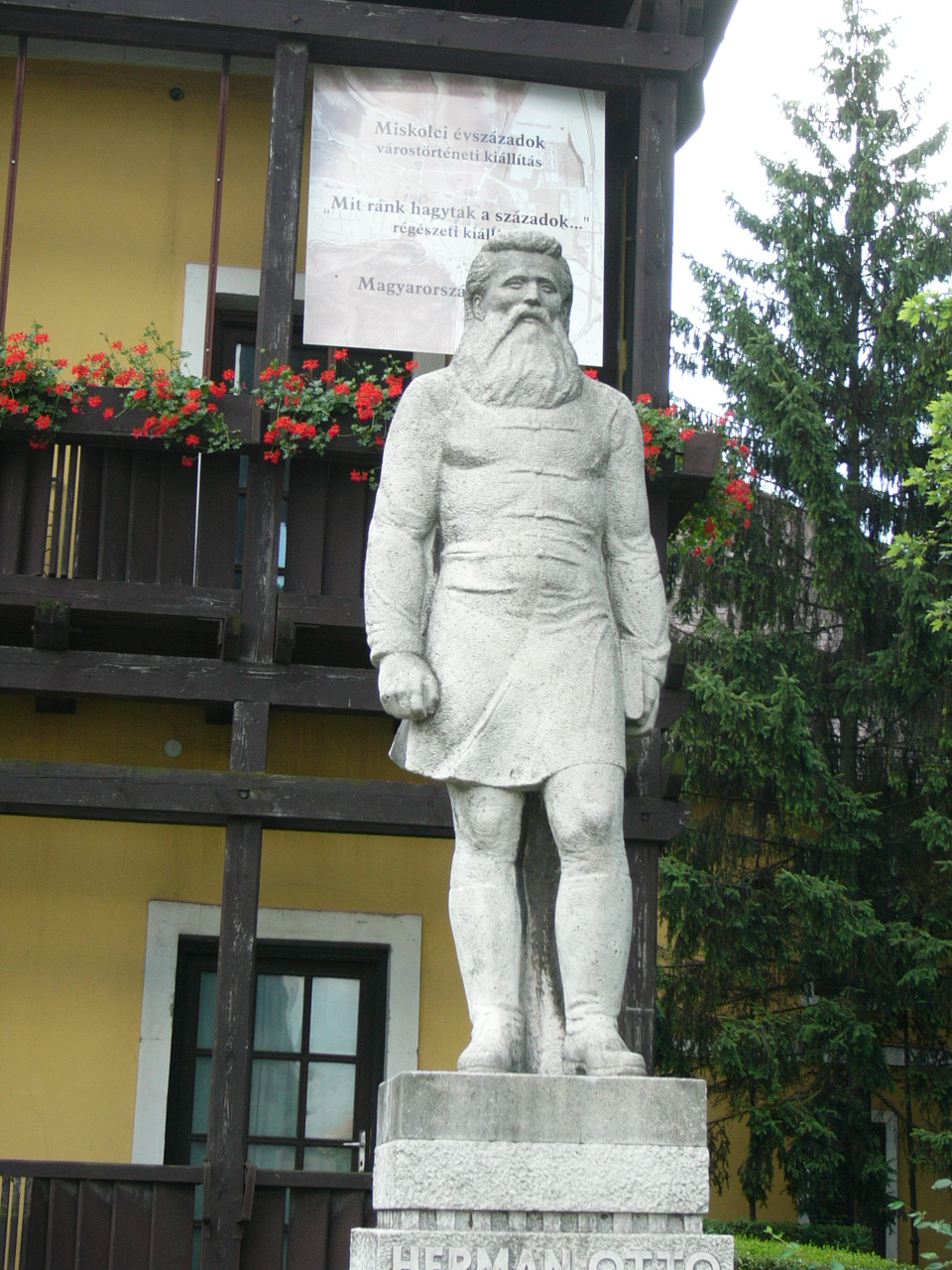
Statue d'Ottó Herman.

## Honneur
L'astéroïde (190504) Hermanottó est nommé en son honneur.

## Source
- Robert Wilson Shufeldt (1915). [Notes And News], Auk (The), 32 : 539-540.  (ISSN 0004-8038)